# 1704
| 1704               |
| ------------------ |
| Dødsfald - Fødsler |
| • Begivenheder     |

| Gregoriansk kalender | 1704 MDCCIV             |
| Ab urbe condita      | 2457                    |
| Armensk kalender     | 1153 ԹՎ ՌՃԾԳ            |
| Kinesiske kalender   | 4400 – 4401 癸未 – 甲申 |
| Etiopisk kalender    | 1696 – 1697             |
| Jødisk kalender      | 5464 – 5465             |
| Hindukalendere       |                         |
| - Vikram Samvat      | 1759 – 1760             |
| - Shaka Samvat       | 1626 – 1627             |
| - Kali Yuga          | 4805 – 4806             |
| Iransk kalender      | 1082 – 1083             |
| Islamisk kalender    | 1116 – 1117             |

Konge i Danmark: Frederik 4. 1699-1730 – Danmark i krig: Den store nordiske krig 1700-1721
Se også 1704 (tal)

## Begivenheder
- Ole Rømer grundlægger sit Observatorium Tusculanum i landsbyen Vridsløsemagle
- 13. august - engelske og østrigske tropper besejrer den franske armé i slaget ved Blenheim i Bayern under den Spanske Arvefølgekrig. Sejrherrerne mister 6.000 soldater, taberne 21.000.

## Født
- 4. februar - Anna Susanne von der Osten, dansk hofdame og legatstifterinde (død 1773).

## Dødsfald
- 3. maj – Heinrich Ignaz Franz von Biber, bøhmisk komponist og violinist. (født 1644).